# Neuölmühle
Neuölmühle ist ein Gemeindeteil der Gemeinde Wilburgstetten im Landkreis Ansbach (Mittelfranken, Bayern). Neuölmühle liegt in der Gemarkung Wilburgstetten.

## Geografie
Die Einöde liegt am Hasselbach, der südwestlich des Ortes den Eichel- und den Sägweiher speist und 0,75 km weiter nördlich als rechter Zufluss in die Wörnitz mündet. Im Westen grenzen die Neubaugebiete von Wilburgstetten an, im Südosten liegt der Ort Wolfsbühl. 0,5 km nordöstlich liegt das Kreutfeld. Dort befinden sich auch Überreste des Limes und ein römischer Wachturm.

## Geschichte
Neuölmühle gehörte zur Realgemeinde Wilburgstetten. Das Hochgericht und die Grundherrschaft übte die Reichsstadt Dinkelsbühl aus. Ende des 18. Jahrhunderts gab es nur die Mühle als Anwesen, die zu dieser Zeit als Ölmühle genutzt wurde. Die Reichsstadt Dinkelsbühl verwaltete die grundherrlichen Ansprüche für das Spital.
Mit dem Gemeindeedikt wurde Höllmühle dem 1811 gebildeten Steuerdistrikt und der im selben Jahr gebildeten Ruralgemeinde Wilburgstetten zugewiesen.

### Einwohnerentwicklung
| Jahr      | 001818 | 001840 | 001861 | 001871 | 001885 | 001900 | 001925 | 001950 | 001961 | 001970 | 001987 |
| Einwohner |        | 9      | *      | 5      | 5      | 8      | 8      | 4      | 2      | 2      | 5      |
| Häuser    | 1      | 1      |        |        | 1      | 1      | 1      | 1      | 1      |        | 2      |
| Quelle    | [ 9 ]  | [ 10 ] | [ 11 ] | [ 12 ] | [ 13 ] | [ 14 ] | [ 15 ] | [ 16 ] | [ 17 ] | [ 18 ] | [ 1 ]  |

## Religion
Der Ort ist römisch-katholisch geprägt und bis heute nach St. Margareta (Wilburgstetten) gepfarrt. Die Protestanten sind nach St. Oswald und Ägidius (Mönchsroth) gepfarrt.